# Lechmere-Viadukt
Der Lechmere-Viadukt (engl. Lechmere Viaduct, auch Charles River Viaduct) ist eine als Viadukt ausgeführte Bogenbrücke, die im Bundesstaat Massachusetts der Vereinigten Staaten die Städte Boston und Cambridge über den Charles River hinweg verbindet. Das Bauwerk wurde 1910 fertiggestellt und überführt seitdem die Straßenbahn Green Line.
Der Viadukt ist der letzte noch stehende Teil der ehemals als Hochbahn betriebenen Causeway Street Elevated, aus der nach ihrem Abriss die Green Line hervorging. Die Brücke verbindet die Station Lechmere in Cambridge (den nördlichen Endbahnhof der Green Line E) mit der Station Science Park auf der Bostoner Seite des Flusses.